# Tyvstart
Tyvstart er et begreb der benyttes i forbindelse med f.eks. sportsbegivenheder om det at starte før startsignalet lyder. Tyvstart forekommer oftest i sportsgrene med korte distancer, hvor det er vigtigt at komme hurtigt fra start, f.eks. kortdistanceløb og korte distancer i svømning.
I løb sidder der sensorer på startblokkene der registrerer tyvstarter. Ved tyvstart var der til og med 2009 en omstart. Fra og med 2010 er der ingen omstart. I løb anses en hurtig start som tyvstart, hvis løberen starter tidligere end 0,1 sekund efter startskuddet (1).
I svømning sidder der sensorer på startskamlerne. Hvis der er en tyvstart i et svømmeløb vil den eller de svømmere der tyvstarter blive diskvalificerede. Der er ingen omstart.

Noter
1. Competion Rules 2010-2011, rule 161,2. IAAF, International Association of Athletics Federation